# Angelo Dell'Acqua
Angelo Dell'Acqua, italijanski rimskokatoliški duhovnik, škof in kardinal, * 9. december 1903, Milano, † 27. avgust 1972, Lurd, Francija.

## Življenjepis
9. maja 1928 je prejel duhovniško posvečenje.
1. novembra 1954 je postal državni uradnik Rimske kurije.
14. decembra 1958 je bil imenovan za naslovnega nadškofa Kalcedona in 27. decembra istega leta je prejel škofovsko posvečenje.
26. junija 1967 je bil povzdignjen v kardinala in imenovan za kardinal-duhovnika Ss. Ambrogio e Carlo. 23. septembra istega leta je postal predsednik Prefekture za ekonomske zadeve Svetega sedeža.
13. januarja 1968 je postal pomožni škof Rima.